# Stanley (Nouveau-Brunswick)
Pour les articles homonymes, voir Stanley.
Ne doit pas être confondu avec Paroisse de Stanley.
Stanley est un village canadien du comté d'York, au Nouveau-Brunswick.

## Toponyme
Le village est nommé ainsi en l'honneur de Edward Geoffrey Smith Stanley, 14e comte de Derby (1799-1869), qui a participé  à l'établissement de la New Brunswick and Nova Scotia Land Company en 1833. Stanley Road et Upper Nashwaak étaient situés tout près du village.

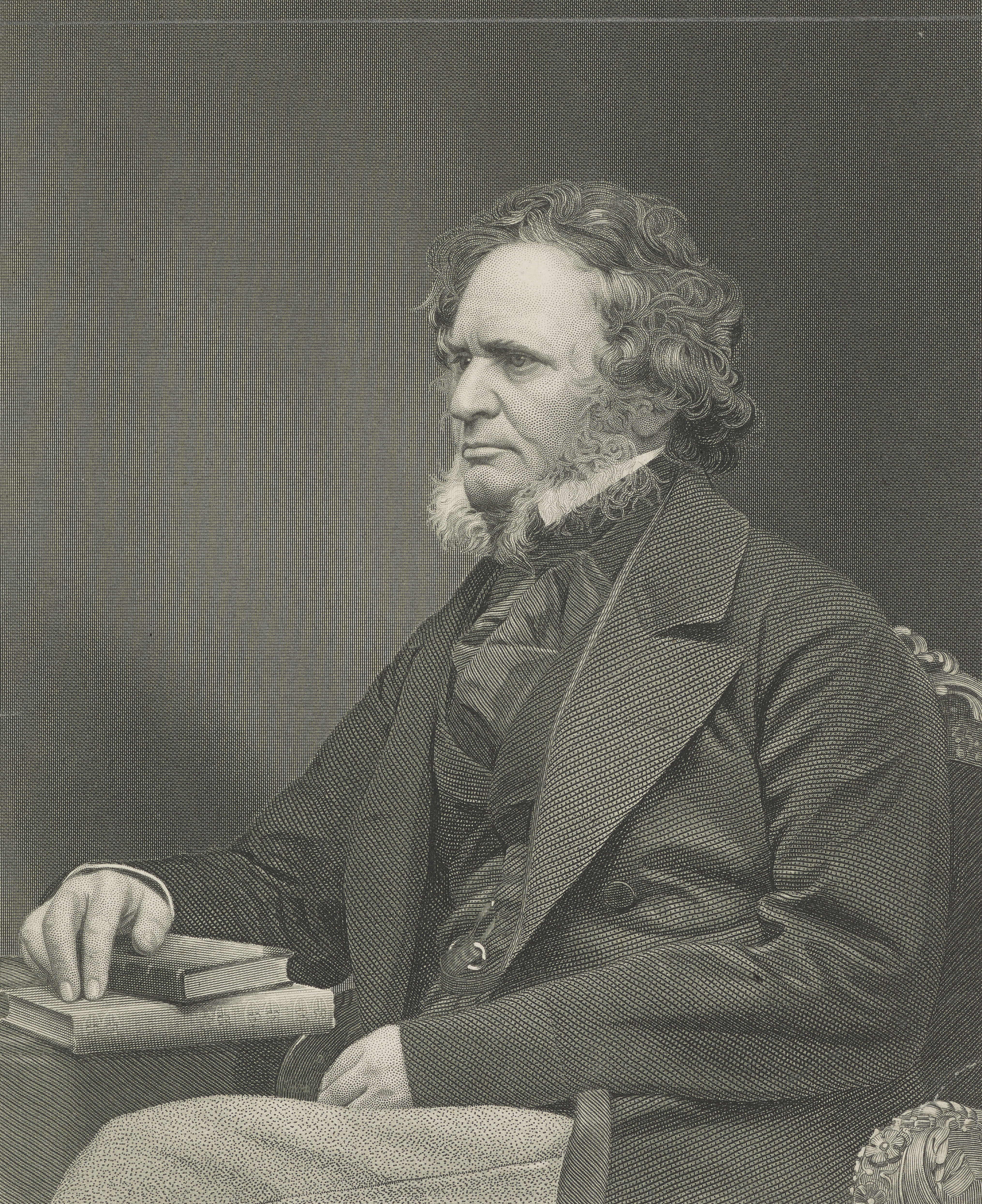
Edward Geoffrey Smith Stanley

## Géographie

### Situation
Le village de Stanley est situé dans les Appalaches, au bord de la rivière Nashwaak, à environ 35 kilomètres au nord de Fredericton. Le village a une superficie de 17,34 kilomètres carrés.

### Logement
Le village comptait 184 logements privés en 2006, dont 165 occupés par des résidents habituels. Parmi ces logements, 93,9 % sont individuels, 0,0 % sont jumelés, 0,0 % sont en rangée, 0,0 % sont des appartements ou duplex et 0,0 % sont des immeubles de moins de cinq étages. 87,9 % des logements sont possédés alors que 12,1 % sont loués. 78,8 % ont été construits avant 1986 et 6,1 % ont besoin de réparations majeures. Les logements comptent en moyenne 7,4 pièces et 0,0 % des logements comptent plus d'une personne habitant par pièce. Les logements possédés ont une valeur moyenne de 91 061 $, comparativement à 119 549 $ pour la province.

## Histoire

### Origines

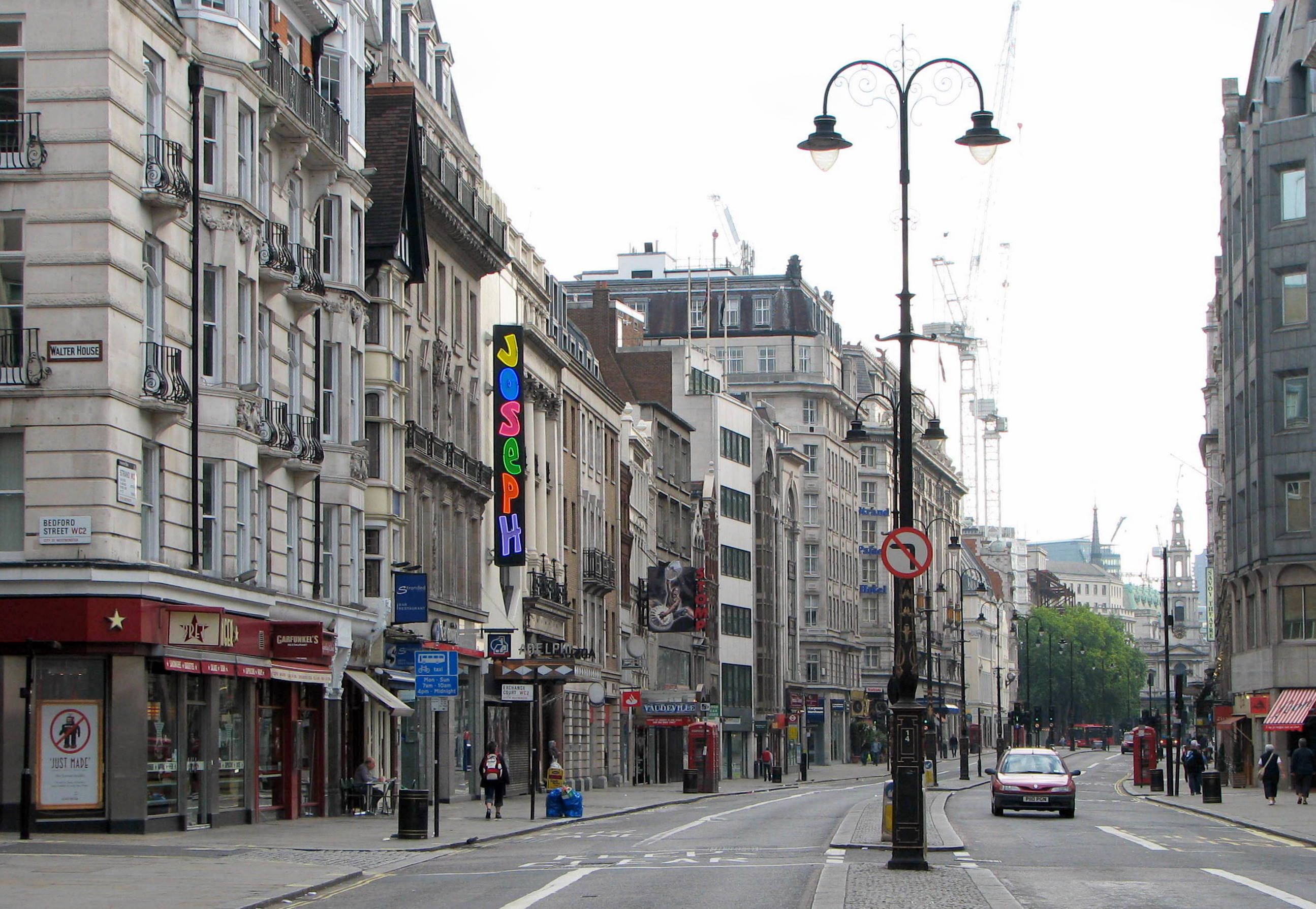
Le Strand, à Londres.

Stanley est situé dans le territoire historique des Malécites.
En 1825, le territoire est touché par les Grands feux de la Miramichi, qui dévastent entre 10 000 km2 et 20 000 km2 dans le centre et le nord-est de la province et tuent en tout plus de 280 personnes,.
Les îles britanniques connaissent une crise économique durant les années 1830 et 1840, causée par les guerres, la baisse de la production manufacturière, les mauvaises récoltes et le fléchissement des marchés. La hausse du chômage et l'augmentation de la population provoque au même moment une pénurie des terres et la surpopulation des villes. De nombreuses personnes émigrent alors vers l'Amérique du Nord britannique pour tenter d'améliorer leu sort. Thomas Baillie, le commissaire des terres de la Couronne et arpenteur général du Nouveau-Brunswick, invite les londoniens à discuter de la colonisation. C'est ainsi que la New Brunswick and Nova Scotia Land Company est fondée le 2 mars 1831 à la taverne Crown & Anchor, sur le Strand à Londres. La compagnie est constituée en corporation par une loi du parlement, le 20 février 1834. La compagnie compte entre autres sept députés ainsi que les marchands John Bainbridge et Samuel Cunard. Ils demandent au secrétaire des colonies, Lord Stanley, de négocier une convention d'achat de terres de la couronne au Nouveau-Brunswick. Le gouvernement du Nouveau-Brunswick accepte l'offre, qui lui permettrait de regarnir ses coffres.

### Fondation du village
Le site de Stanley est arpenté à l'été 1834, partant d'un point situé le long de l'ancien chemin Royal à Nashwaaksis jusqu'à ce que la ligne rencontre la rivière Nashwaak, au pied de la colline Stanley. Un barrage est construit à cet endroit afin d'alimenter une scierie permettant la fabrication des planches nécessaires. Son premier directeur est Walter Britt. E.N. Kendall, un officier de la marine à la retraite, est nommé commissaire résident de la compagnie. Le premier bâtiment permanent du campement est l'auberge ou la maison de la compagnie, remplaçant le camp de Kendall. L'édifice en forme de croix est construit en rondins et il abrite aussi une boulangerie et une cave à vin alors qu'un jardin potager se trouve à l'arrière. Jusqu'à l'automne, des routes, des ponts et des maisons sont construites tandis que la forêt est défrichée. En 1835, la scierie est en fonction et Stanley compte déjà l'embryon d'un centre-ville. La compagnie reçoit alors une concession de 589 000 acres, à 2 shillings et 3 pence l'acre, soit toutes les terres du comté d'York situées au nord du fleuve Saint-Jean et à l'ouest de la rivière Nashwaak qui n'ont pas encore été concédées.
La compagnie recrute des colons dès 1835 et le premier groupe, constitué de onze adolescents, est surnommé les Blue Boys, la croyance voulant qu'ils proviennent du Christ's Hospital de Londres, aussi appelé Blue Coat School. En fait, ceux-ci proviennent d'un refuge de Hackney Wick dirigé par la Society for the Suppression of Juvenile Vagrancy. Fondée par l'Américain Edward Pelham Brenton en 1830, cet organisme tente d'abriter les enfants pauvres, de leur enseigner un métier et de leur trouver des emplois. Deux ans plus tard, l'organisme décide toutefois d'envoyer ses pensionnaires dans les colonies car il n'y a pas assez d'emploi en Angleterre. E.N. Kendall organise une réunion publique en janvier 1834 à Fredericton pour organiser un comité de la Children's Friend Society afin de faire venir de jeunes immigrants. Malgré l'opposition des journaux, il parvient à faire accepter le projet à la population. En mars de la même année, l'Assemblée législative du Nouveau-Brunswick vote An act in furtherance of and to regulate juvenile emigration from Great Britain to this province (loi visant à promouvoir et à réglementer l’immigration d’adolescents britanniques dans la province), qui favorise l'immigration de jeunes travailleurs; le manque de main d'œuvre cause en effet une augmentation des salaires mais une baisse des profits. Le 16 avril 1835, environ 35 garçons et 1 fille, sous la garde de J. Charles Forss, immigrent de Londres à bord du voilier Hinde. Seuls une quarantaine d'autres adolescents immigrent dans les trois années suivantes et du premier groupe, seulement trois sont encore présents à Stanley en 1851.
La compagnie tente aussi de faire venir des colons en faisant des annonces dans les journaux, sans succès. Elle fait ensuite appel à des agents des terres, qui doivent faire face à la concurrence de grandes entreprises comme la Canada Company et la British Land Company, qui font miroiter le sol plus fertile du Québec et de l'Ontario. La compagnie parvient toutefois à faire venir 110 colons du nord de l'Angleterre et du sud de l'Écosse en leur offrant terre, logement, loyer à bas prix et emploi.

### Suites
Le chemin de fer York et Carleton, d'une longueur de 8,7 km, est construit de 1900 à 1901 entre Stanley et Cross Creek, rejoignant le chemin de fer de l'est du Canada. Huit autres kilomètres sont ajoutés en 1909 en direction de Ryans Creek; le manque de fonds empêche de continuer les travaux jusqu'à Foreston. Le chemin de fer n'est pas rentable, est racheté plusieurs fois et est abandonné en 1986.
Stanley est constitué en municipalité le 9 novembre 1966. L'école élémentaire Stanley et l'école secondaire régionale Stanley sont toutes deux inaugurées en 1992.

## Démographie
| 1981 | 1986 | 1991 | 1996 | 2001 | 2006 | 2011 |
| ---- | ---- | ---- | ---- | ---- | ---- | ---- |
| 434  | 450  | 429  | 426  | 460  | 433  | 419  |

| 2016 | - | - | - | - | - | - |
| ---- | - | - | - | - | - | - |
| 412  | - | - | - | - | - | - |

## Économie
Entreprise Central NB, membre du Réseau Entreprise, a la responsabilité du développement économique.
Il y a une succursale de la Progressive Credit Union, une caisse populaire basée à Fredericton et membre de la Credit Union Central of New Brunswick.

## Administration
(juillet 2016).

### Conseil municipal
Le conseil municipal est formé d'un maire et de 3 conseillers. Le conseil précédent est élu par acclamation le 12 mai 2008. Le conseil municipal actuel est élu lors de l'élection quadriennale du 14 mai 2012.
Conseil municipal actuel
| Mandat      | Fonctions   | Nom(s)                                                                |
| ----------- | ----------- | --------------------------------------------------------------------- |
| 2012 - 2016 | Maire       | Mark A.J. Foreman                                                     |
| 2012 - 2016 | Conseillers | Heather Lyn Holt-Logan, Barbara MacDonald et James Frederick Pinnock. |

Conseils précédents
| Mandat      | Fonctions   | Nom(s)                                                            |
| ----------- | ----------- | ----------------------------------------------------------------- |
| 2008 - 2012 | Maire       | Richard A. Storey                                                 |
| 2008 - 2012 | Conseillers | Shelley Douglass-Bartlett, Tracy J. Hunter, Barbara J. MacDonald. |

| Période                                  | Période  | Identité          | Étiquette | Qualité |
| ---------------------------------------- | -------- | ----------------- | --------- | ------- |
| 19??                                     | 2001     | Roger J. Ross     |           |         |
| 2001                                     | 2008     | Mark Foreman      |           |         |
| 2008                                     | 2012     | Richard A. Storey |           |         |
| 2012                                     | en cours | Mark A.J. Foreman |           |         |
| Les données manquantes sont à compléter. |          |                   |           |         |

### Commission de services régionaux
Stanley fait partie de la Région 11, une commission de services régionaux (CSR) devant commencer officiellement ses activités le 1er janvier 2013. Stanley est représenté au conseil par son maire. Les services obligatoirement offerts par les CSR sont l'aménagement régional, la gestion des déchets solides, la planification des mesures d'urgence ainsi que la collaboration en matière de services de police, la planification et le partage des coûts des infrastructures régionales de sport, de loisirs et de culture; d'autres services pourraient s'ajouter à cette liste.

### Représentation et tendances politiques
Stanley est membre de l'Union des municipalités du Nouveau-Brunswick.
 Nouveau-Brunswick: Stanley fait partie de la circonscription provinciale de York-Nord, qui est représentée à l'Assemblée législative du Nouveau-Brunswick par Kirk MacDonald, du Parti progressiste-conservateur. Il fut élu pour la première fois lors de l'élection générale de 1999 puis réélu à chaque fois depuis, la dernière fois en 2010.
 Canada: Stanley fait partie de la circonscription électorale fédérale de Tobique—Mactaquac, qui est représentée à la Chambre des communes du Canada par Michael Allen, du Parti conservateur. Il fut élu lors de la 39e élection générale, en 2006, et réélu en 2008.

## Vivre à Stanley
Stanley possède deux écoles publiques anglophones faisant partie du district scolaire #18. Les élèves fréquentent tout d'abord l'école élémentaire Stanley de la maternelle à la 5e année avant d'aller à l'école secondaire Stanley Regional jusqu'en 12e année.
Le village est inclus dans le territoire du sous-district 10 du district scolaire Francophone Sud. Les écoles francophones les plus proches sont à Fredericton alors que les établissements d'enseignement supérieurs les plus proches sont dans le Grand Moncton.
Stanley possède une bibliothèque publique, située à l'école. Stanley possède aussi un bureau de poste, une caserne de pompiers et un poste d'Ambulance Nouveau-Brunswick.
Le village possède un poste de la Gendarmerie royale du Canada. Il dépend du district 2, dont le bureau principal est situé à Oromocto.
Stanley bénéficie d'un foyer de soins agréés, la Nashwaak Villa.
L'église St. Thomas est une église anglicane. L'église St. Patrick's est une église catholique romaine faisant partie du diocèse de Saint-Jean.
Les anglophones bénéficient des quotidiens Telegraph-Journal, publié à Saint-Jean, et The Daily Gleaner, publié à Fredericton. Ils ont aussi accès au bi-hebdomadaire Bugle-Observer, publié à Woodstock. Les francophones ont accès par abonnement au quotidien L'Acadie nouvelle, publié à Caraquet, ainsi qu'à l'hebdomadaire L'Étoile, de Dieppe.

## Culture

### Langues
Selon la Loi sur les langues officielles, Stanley est officiellement anglophone puisque moins de 20 % de la population parle le français.

### Personnalités
- Richard Bellamy (Londres, 1825 - 1892), Blue Coat Boy, arpenteur, bûcheron et homme politique;
- Kirk MacDonald, homme politique.